# Nannocharax occidentalis
Nannocharax occidentalis är en fiskart som beskrevs av Daget, 1959. Nannocharax occidentalis ingår i släktet Nannocharax och familjen Distichodontidae. IUCN kategoriserar arten globalt som livskraftig. Inga underarter finns listade i Catalogue of Life.